# آیدلوایلد، شهرستان تولار، کالیفرنیا
آیدلوایلد (به انگلیسی: Idlewild) یک منطقهٔ مسکونی در ایالات متحده آمریکا است که در تولار واقع شده‌است. آیدلوایلد ۱٫۱۹۰ کیلومتر مربع مساحت و ۴۳ نفر جمعیت دارد و ۱٬۱۴۷٫۸۹ متر بالاتر از سطح دریا واقع شده‌است.